# Senneville-sur-Fécamp
Senneville-sur-Fécamp is een gemeente in het Franse departement Seine-Maritime (regio Normandië). De gemeente telt 628 inwoners (1999). De plaats maakt deel uit van het arrondissement Le Havre.

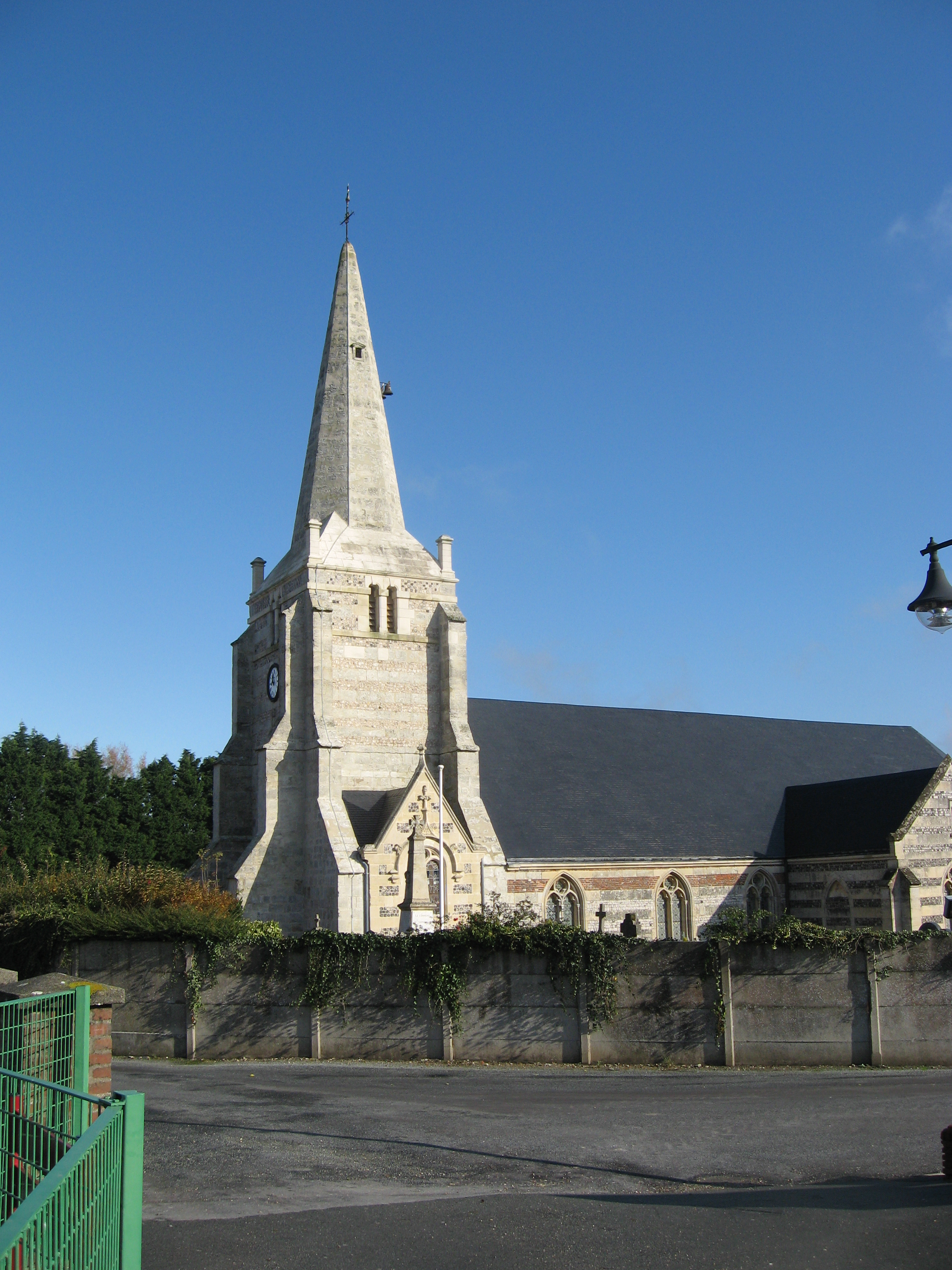
Église Sainte-Anne

## Geschiedenis
Oude vermeldingen van de plaats gaan mogelijk terug 1025 als Sonevilla, en tot de 12de eeuw als Seigneville. De 18de-eeuwse Cassinikaart toont hier de plaats Senneville.

## Geografie
De oppervlakte van Senneville-sur-Fécamp bedraagt 4,7 km², de bevolkingsdichtheid is 133,6 inwoners per km². Senneville-sur-Fécamp ligt aan Het Kanaal.
In het zuidoosten van de gemeente ligt het gehucht Hâbleville.
De onderstaande kaart toont de ligging van Senneville-sur-Fécamp met de belangrijkste infrastructuur en aangrenzende gemeenten.

## Bezienswaardigheden
- De Église Sainte-Anne

## Demografie
Onderstaande figuur toont het verloop van het inwonertal (bron: INSEE-tellingen).